# オンライン映画批評家協会
オンライン映画批評家協会（Online Film Critics Society）は、インターネット上でレビュー・インタビュー・エッセイを発表している映画評論家らによる批評家協会である。略称はOFCS。1997年に設立され、22カ国に約270人の会員を有する（2017年時点）。

## 会員
主たる所属が印刷出版物、ラジオ、又はテレビである批評家は除外される。この基準は、ゴールデングローブ賞を担うハリウッド外国人映画記者協会などの団体に対してOFCSを特徴づけている。OFCS会員への応募者は、少なくとも2年間にわたって少なくとも100の映画批評を発表していなければならず、批評の質を担保するために査読を受けなければならない。受理した何百もの応募のうち、入会が認められるのは僅かである。22カ国に約270人の会員を有する（2017年時点）。

## オンライン映画批評家協会賞

### 部門

#### 現在の賞
- 作品賞
- 監督賞
- 主演男優賞
- 主演女優賞
- 助演男優賞
- 助演女優賞
- ドキュメンタリー映画賞
- 非英語作品賞
- 脚色賞 (1998–1999, 2001–)
- オリジナル脚本賞 (1998–1999, 2001–)
- 作曲賞 (1998–)
- 撮影賞 (1998–)
- 編集賞 (1998–2000, 2002, 2004–)
- ブレイクスルー製作者賞 (1999, 2001–)
- ブレイクスルー演技賞 (2000–)
- アニメ映画賞 (2001–)

#### 廃止された賞
- 脚本賞 (1997, 2000)
- キャスト賞 (1998–2002)
- 映画レビューウェブサイト賞 (1999)
- 映画公式ウェブサイト賞 (1999)
- 特別賞 (1999)
- DVD賞 (2000–2001)
- DVD特別版賞 (2000)
- DVDコメンタリー賞 (2000)
- 映画関連ウェブサイト賞 (2000)
- 美術賞 (2002–2003)
- 衣装デザイン賞 (2002–2003)
- 音響賞 (2002–2003)
- 特殊効果賞 (2002–2003)

### 授賞式
| - 1997年 - 第1回 - 1998年 - 第2回 - 1999年 - 第3回 - 2000年 - 第4回 - 2001年 - 第5回 - 2002年 - 第6回 - 2003年 - 第7回 - 2004年 - 第8回 - 2005年 - 第9回 - 2006年 - 第10回 | - 2007年 - 第11回 - 2008年 - 第12回 - 2009年 - 第13回 - 2010年 - 第14回 - 2011年 - 第15回 - 2012年 - 第16回 - 2013年 - 第17回 - 2014年 - 第18回 - 2015年 - 第19回 - 2016年 - 第20回 | - 2017年 - 第21回 - 2018年 - 第22回 - 2019年 - 第23回 - 2020年 - 第24回 - 2021年 - 第25回 - 2022年 - 第26回 - 2023年 - 第27回 - 2024年 - 第28回 |